# 萨利亚
萨利亚（西班牙語：Zalla）是西班牙巴斯克自治区比斯开省的一个市镇。总面积31平方公里，总人口7857人（2001年），人口密度253人/平方公里。

## 人口
| 萨利亚                 |
|                        |
| 来源：西班牙国家统计局 |

## 禮節和傳統
萨利亚鎮以其流行文化而聞名，尤其是其神話傳說。人們對邪惡的超自然生物，巫師和巫術產生了迷信和信仰。這些信念一直持續到二十一世紀，直到雕塑家，作家和藝術家們藉助神話般的魔法而誕生和成長，其中我們必須突出帕奇·沙维尔·莱萨马·佩里耶尔的神話本質，以其塑造意識。集體已經確定了一種流行的心態，以及與傳統的無疑聯繫。

## 政治
| 萨利亚市政议会组成（2019年-2023年） |           |       |        |        |
|                                     | 政党      | 票数  | %      | 议席数 |
|                                     | EAJ-PNV   | 2.106 | 41,88% | 6      |
|                                     | Zalla Bai | 2.087 | 41,50% | 5      |
|                                     | EH Bildu  | 444   | 8,83%  | 1      |
|                                     | PSOE      | 352   | 7,00%  | 1      |

## 出身人物
- 帕奇·沙维尔·莱萨马·佩里耶尔[4]